# Abai (Pharao)
Abai ist ein nur im Memphitischen Priesterstammbaum bezeugter Pharao, der von Beckerath der 13. Dynastie (um 1750 v. Chr.) zugeordnet wird. Er lebte der Liste zufolge in der 18. Generation des Priesters Anchefensachmet und war der Vorgänger des Pharaos Aqen. Er konnte bisher mit keinem bekannten Herrscher auf Denkmälern identifiziert werden.